# Club YLA
Club YLA (tot 2020: Club Brugge KV) is een Belgische voetbalclub uit Brugge, die met een aantal damesploegen in competitie komt. De club heeft blauw en zwart als kleuren en is aangesloten bij de KBVB met stamnummer 3 als onderdeel van Club Brugge. De damesafdeling speelde tot 2010 als deel van KSV Jabbeke.

## Geschiedenis
In 1940 werd in Jabbeke voetbalclub SV Jabbeke opgericht, dat zich sloot in 1943 aansloot bij de Belgische Voetbalbond onder stamnummer 3962. In 2000 werd binnen de club een afzonderlijke damesploeg opgericht, met vooral speelsters uit de eigen streek. De ploeg ging van start in de West-Vlaamse provinciale reeks, waar ze meteen tweede werd. Jabbeke slaagde er zo na een jaar in te promoveren naar de nationale reeksen, naar Derde Klasse.
Reeds in het tweede seizoen kon de club twee ploegen opstellen: het A-elftal in Derde Klasse en het B-elftal in Eerste Provinciale. De A-ploeg eindigde het eerste seizoen in Derde Klasse al meteen als derde in haar reeks, en in 2002/03 deed ze het nog beter en werd met een doelsaldo van 144-26 kampioen. De club stootte zo door naar Tweede Klasse. Daar verliep het echter moeizaam, en degradeerde meteen weer naar Derde.
In 2004/05 kreeg de damesafdeling van KSV Jabbeke een autonoom bestuur en vierde dat meteen met een nieuwe titel. Bij het tweede seizoen in Tweede Klasse kon Jabbeke zich wel handhaven en werd in 2008 zelfs kampioen: voor het eerst promoveerde de club zo naar Eerste Klasse.
Ondertussen waren er plannen voor het hervormen van het damesvoetbal, waar een "Elite League" zou worden ingericht als topklasse van het Belgisch damesvoetbal. Dit zou een gesloten reeks zijn, met een beperkt aantal clubs. Bovendien zouden enkel ploegen mogen deelnemen die waren geassocieerd met een mannenclub uit de hoogste afdelingen. Jabbeke besloot daarom te gaan samenwerken met het nabijgelegen Club Brugge. De Elite League werd in 2010 nog even uitgesteld, maar de damestak van Jabbeke werd al autonoom binnen het nieuwe Club Brugge Dames, dat zich bij de KBVB aansloot met stamnummer 9556. Onder die naam vatte de club het seizoen 2010/11 aan en ging in de blauw-zwarte uitrusting van Club Brugge spelen op de terreinen rond het Brugse Jan Breydelstadion. In 2011 werd de club helemaal geïntegreerd in mannenclub Club Brugge en speelde voortaan verder onder stamnummer 3 als Club Brugge, waarbij het afzonderlijk stamnummer 9556 werd weer geschrapt.
Club Brugge trad aan in alle edities van de Belgisch-Nederlandse Women's BeNe League. Dat gebeurde niet erg succesvol: de club werd helemaal laatste in 2012/13, twaalfde op veertien in 2013/14 en elfde op dertien in de laatste editie. Na het opdoeken van de BeNe League besloot Club Brugge het eerste damesteam op te heffen en niet in te stappen in de nieuwe Belgische Super League. Het tweede team deed wél verder in de Tweede Klasse. In het seizoen 2019/20 trad de ploeg voor het eerst opnieuw aan op het hoogste niveau nadat ze twee keer op rij wisten te promoveren. Twee seizoenen later kende YLA haar sterkste seizoensstart ooit op het hoogste niveau, met een 21 op 21. Ze zouden uiteindelijk 5e eindigen voor het derde jaar op rij, en de halve finale van de Beker van België halen.
In april 2020 kreeg de damesploeg van Club Brugge een nieuwe naam: Club YLA, vernoemd naar Yvonne Lahousse, een fanatiek en binnen supporterskringen bekend aanhangster van Club Brugge. Zij stond in de jaren 1960 mee aan de wieg van de Brugse spionkop - de eerste in België - en werd er de sterke vrouw van onder haar bijnaam "Vonne van de Spionkop".
In april 2022 meldt Leo van der Elst dat Club YLA als eerste Belgische club een zogenaamde menstruatiecoach gaat inzetten, omdat uit onderzoek blijkt dat bepaalde blessures meer optreden in een specifiek dele van de menstruatiecyclus.

## Erelijst
- Beker van België

winnaar (1x): 2023/24
finalist (2x): 2013/14, 2014/15
- Eerste klasse (II)

vicekampioen (1x): 2018/19
- Tweede klasse (III)

kampioen (1x): 2017/18 (A-reeks)
vicekampioen (1x): 2016/17 (A-reeks)

## Resultaten
| Seizoen                                         | Niveau | Niveau | Niveau | Competitie          | Ptn. | Opmerkingen                                                              | Beker van België |
| Seizoen                                         | I      | II     | III    | Competitie          | Ptn. | Opmerkingen                                                              | Beker van België |
| ----------------------------------------------- | ------ | ------ | ------ | ------------------- | ---- | ------------------------------------------------------------------------ | ---------------- |
| 2010/11                                         | 9      |        |        | Eerste Klasse       | 30   |                                                                          | 1/16 finale      |
| 2011/12                                         | 8      |        |        | Eerste Klasse       | 37   |                                                                          | 1/8 finale       |
| 2012/13                                         | 11     |        |        | Women's BeNe League | 19   | 8e plaats in BeNe League B                                               | Halve finale     |
| 2013/14                                         | 16     |        |        | Women's BeNe League | 13   |                                                                          | Finalist         |
| 2014/15                                         | 11     |        |        | Women's BeNe League | 19   |                                                                          | Finalist         |
| A-ploeg opgeheven, B-ploeg is nieuwe hoofdploeg |        |        |        |                     |      |                                                                          |                  |
| 2015/16                                         |        |        | 4      | Tweede Klasse A     | 44   |                                                                          | Derde ronde      |
| 2016/17                                         |        |        | 2      | Tweede Klasse A     | 68   |                                                                          | Derde ronde      |
| 2017/18                                         |        |        | 1      | Tweede Klasse A     | 68   |                                                                          | Kwart finale     |
| 2018/19                                         |        | 2      |        | Eerste Klasse       | 57   |                                                                          | 1/8 finale       |
| 2019/20                                         | 5      |        |        | Super League        | 13   | De competitie werd vervroegd stopgezet wegens de coronapandemie          | 1/8 finale       |
| 2020/21                                         | 5      |        |        | Super League        | 17   | Na de reguliere competitie stond Club YLA op de 5e plaats met 26 punten. | --               |
| 2021/22                                         | 5      |        |        | Super League        | 20   | Na de reguliere competitie stond Club YLA op de 5e plaats met 35 punten. | Halve finale     |
| 2022/23                                         | 5      |        |        | Super League        | 30   | Na de reguliere competitie stond Club YLA op de 3e plaats met 37 punten. | Halve finale     |
| 2023/24                                         | 4      |        |        | Super League        | 24   | Na de reguliere competitie stond Club YLA op de 4e plaats met 31 punten. | Winnaar          |
| 2024/25                                         | 4      |        |        | Super League        | 21   | Na de reguliere competitie stond Club YLA op de 4e plaats met 33 punten. | Kwart finale     |
| 2025/26                                         |        |        |        | Super League        |      |                                                                          |                  |

## Selectie 2025/26
| Nr.           | Naam                   | Nationaliteit | Geboortedatum | Vorige club                |
| ------------- | ---------------------- | ------------- | ------------- | -------------------------- |
| Keepers       |                        |               |               |                            |
| 20            | Ilke Brandsma          | Nederland     | 20-12-2001    | Standard Luik              |
| 30            | Nell Van Dyck          | België        | 23-05-2005    | OH Leuven                  |
| 31            | Marie Elferink         | België        | 24-11-2005    | /                          |
| 87            | Jorijn Covent          | België        | 30-08-2004    | KAA Gent                   |
| Verdedigers   |                        |               |               |                            |
| 2             | Moïsa van Koot         | Nederland     | 09-06-2001    | Fortuna Sittard            |
| 4             | Amy Littel             | België        | 15-04-2004    | KVC Westerlo               |
| 5             | Chionne Bonny          | België        | 04-02-2007    | /                          |
| 14            | Sterre Gielen          | België        | 11-02-2002    | KRC Genk                   |
| 18            | Isabelle Iliano        | België        | 02-03-1997    | Fortuna Sittard            |
| 21            | Caitlin Lievens        | België        | 05-02-2005    | /                          |
| 22            | Jody Vangheluwe        | België        | 05-07-1997    | KAA Gent                   |
| Middenvelders |                        |               |               |                            |
| 6             | Amber van Heeswijk     | Nederland     | 02-08-2000    | Fortuna Sittard            |
| 6             | Lára Pedersen          | IJsland       | 23-04-1994    | Fortuna Sittard            |
| 8             | Chloé Vande Velde      | België        | 06-06-1997    | ADO Den Haag               |
| 11            | Rania Boutiebi         | België        | 04-03-2004    | KAA Gent                   |
| 16            | Margaux Martlé         | België        | 02-11-2006    | KMSK Deinze                |
| 17            | Fleur Pauwels          | België        | 10-03-2003    | KRC Genk                   |
| 19            | Jade Heida             | België        | 04-06-2006    | /                          |
| 25            | Davinia Vanmechelen    | België        | 30-08-1999    | Standard Luik              |
| 41            | Lotte Vanderhaeghen    | België        | 23-01-2008    | /                          |
| 44            | Noor Persyn            | België        | 02-02-2008    | /                          |
| Aanvallers    |                        |               |               |                            |
| 7             | Rebekka Frederiksen    | Denemarken    | 24-05-2002    | Fortuna Hjørring           |
| 9             | Véronique Zang Bikoula | België        | 14-01-2004    | RSC Anderlecht             |
| 10            | Stefanie da Eira       | Zwitserland   | 25-09-1992    | Deportivo Alavés Gloriosas |
| 13            | Angel Kerkhove         | België        | 22-04-2003    | /                          |
| 28            | Romane Jadoulle        | België        | 04-06-2004    | Sporting Charleroi         |
| 46            | Clementine Reynebeau   | België        | 19-02-2008    | /                          |
| 93            | Kadidia Traoré         | Frankrijk     | 13-05-2006    | US Sassuolo                |

## Voetnoten
1. ↑  Vanwege de coronacrisis werd de 2020-2021 editie volledig geannuleerd door de KBVB, Voetbal Vlaanderen en ACFF.